# Paolo Bartolozzi
Paolo Bartolozzi (* 12. September 1957 in Florenz; † 4. Februar 2021 ebenda) war ein italienischer Politiker des Popolo della Libertà.

## Leben
Bartolozzi studierte Rechtswissenschaften. Von 1985 bis 1987 war er Bürgermeister der Gemeinde Londa. Bartolozzi war von 2001 bis 2004 und erneut von 2008 bis 2014 Abgeordneter im Europäischen Parlament.